# Kevin Dowling
Kevin Patrick Dowling (ur. 14 lutego 1944 w Pretorii) – południowoafrykański duchowny rzymskokatolicki, w latach 1991–2020 biskup Rustenburga.